# Banburismus
Als Banburismus wird ein kryptanalytisches Verfahren bezeichnet, das im Zweiten Weltkrieg von den britischen Codebreakers (Codeknackern) im englischen Bletchley Park verwendet wurde, um in den geheimen Nachrichtenverkehr der deutschen Kriegsmarine einzubrechen.

## Geschichte
Die deutsche Kriegsmarine verwendete zur geheimen Kommunikation spezielle Modelle der Rotor-Schlüsselmaschine Enigma, nämlich die Enigma-M3 (mit drei Walzen) und, speziell für den verschlüsselten Funkverkehr zwischen dem Befehlshaber der U-Boote (BdU) und den im Atlantik operierenden deutschen U-Booten, die Enigma-M4 (mit vier Walzen). Im Gegensatz zu den anderen Wehrmachtteilen, also Heer und Luftwaffe, verwendete die Marine überdies eine ausgeklügelte Spruchschlüsselvereinbarung. Anders als bei Heer und Luftwaffe üblich, überließ sie es nicht dem Benutzer, die Walzen der Enigma zu Beginn eines Spruchs in eine möglichst „zufällige“ Anfangsstellung zu drehen (siehe auch: Bedienung der Enigma), sondern schrieb hierzu ein besonderes Spruchschlüsselverfahren unter Verwendung von Doppelbuchstabentauschtafeln vor. Diese Maßnahme stärkte die kryptographische Sicherheit der deutschen Maschine und erschwerte den Briten die Entzifferung.
Trotz allem hatte aber auch diese Methode einen gravierenden Nachteil, den die Briten erkannten und ausnutzten. Mit Ausnahme der individuellen Anfangsstellung der Enigma-Walzen waren nämlich die anderen Teilschlüssel (Walzenlage, Stecker und Ringstellung) für alle Sprüche eines Tages identisch. Unterschiedlich war allein die Walzenanfangsstellung. Aufgrund der vielen Möglichkeiten für die Walzenstellung (26³ oder 17.576 für die M3 beziehungsweise 264 oder 456.976 für die M4) kam es zwar praktisch nicht vor, dass zwei Sprüche eines Tages zufällig dieselbe Anfangsstellung hatten, aber es konnte durchaus passieren, dass im Laufe eines Spruchs (währenddessen sich die Walzen weiterdrehen) ein zweiter Spruch dieselbe Stellung erreicht, die für einen anderen die Anfangsstellung ist.
Ab dieser Stelle sind die beiden Sprüche dann „phasengleich“ oder in depth, wie die britischen Codeknacker es nannten. Ähnlich wie mithilfe des Koinzidenzindexes ausgewertet oder beim Chi-Test ausgenutzt, treten dann bei den beiden phasengleichen Geheimtextteilen deutlich häufiger Koinzidenzen auf als es bei Zufallstexten oder nicht-phasengleichen Geheimtexten der Fall ist. Damit meint man ein in beiden Texten gleichzeitiges Auftreten identischer Geheimbuchstaben (im Jargon der Codebreaker als clicks bezeichnet). Für Zufallstexte aus den 26 Buchstaben des lateinischen Alphabets (wie bei der Enigma verwendet) tritt eine Koinzidenz im Mittel bei einem von 26 Zeichen auf. Das sind ungefähr 3,8 % der Fälle. Wie die Briten erkannten, erhöht sich die Anzahl der Clicks merklich auf 5 % bis 6 %, falls zwei Enigma-Geheimtexte entsprechend phasengleich ausgerichtet sind.

## Banbury-Sheets

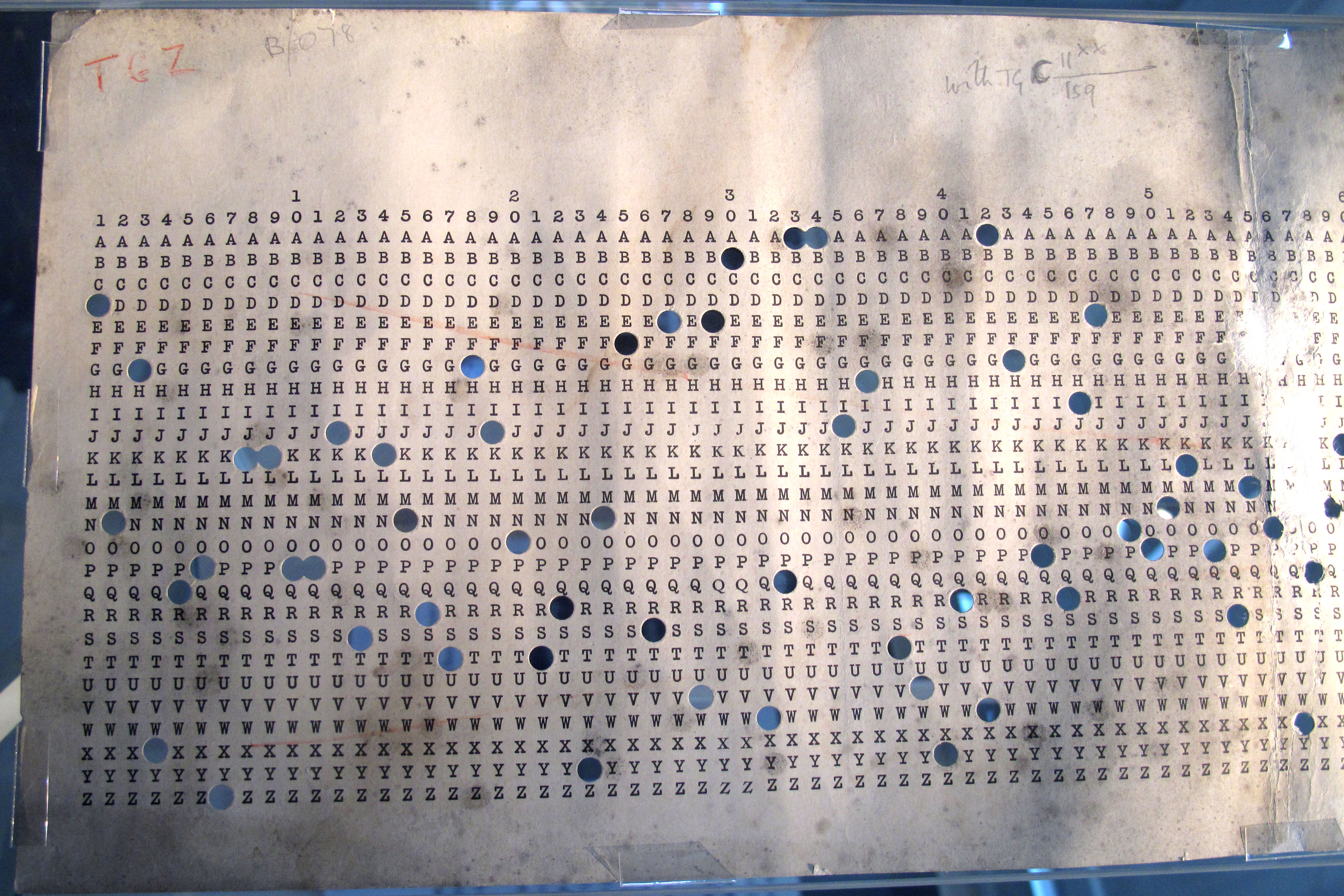
Teil eines Banbury Sheets („Banbury-Blatt“) wie es im Zweiten Weltkrieg in Bletchley Park verwendet wurde.

Um die mühsame manuelle Arbeit der phasenrichtigen Ausrichtung zweier Enigma-Funksprüche zu erleichtern, ersannen die britischen Kryptoanalytiker, allen voran Alan Turing, als Hilfsmittel lange Papierstreifen (etwa 25 cm hoch und mehrere Meter lang), in die die einzelnen Buchstaben des jeweiligen Geheimtextes in Form von Löchern eingestanzt wurden. Auf die Streifen waren viele (mehrere hundert) Spalten mit den Buchstaben des Alphabets gedruckt, oben A bis unten Z (siehe Bild). In der obersten Zeile waren zusätzlich die Spalten durchnummeriert, entsprechend der Stelle des Buchstabens im Geheimtext.
Legte man nun zwei solche Streifen (für zwei unterschiedliche Geheimtexte) auf einen Leuchttisch übereinander und verschob dann den einen gegen den anderen nach rechts, so ließ sich schnell an der Anzahl der übereinanderliegenden Löcher und dem dort durchscheinenden Licht auf die Anzahl der Koinzidenzen schließen. So ließen sich zwei Sprüche relativ einfach, schnell und zuverlässig phasengleich ausrichten. Für die Auswertung ersann Turing zusammen mit seinem Kollegen Irving John Good ein mathematisches Bewertungsmaß, genannt ban. Für die praktische Arbeit erwies sich ein Zehntel beziehungsweise ein Zwanzigstel eines bans als besonders bequem, da so lästige Nachkommastellen vermieden werden konnten, was die Rechnungen vereinfachte und die Auswertung beschleunigte. Abgekürzt wurde das Deziban mit db (nicht zu verwechseln mit der Abkürzung dB für Dezibel) beziehungsweise hdb für „halbes Deziban“ (engl. half deciban).
Die Papierstreifen wurden in der englischen Stadt Banbury, knapp 50 km westlich von Bletchley, hergestellt und daher als Banbury sheets („Banbury-Blätter“) oder kurz als banburies (Singular: banbury) bezeichnet. Die Namensgebung „ban“, das als Vorläufer des heute üblichen bit angesehen werden kann, wurde ebenfalls durch den Namen der Stadt angeregt. Die Arbeit des Löcherstanzens wurde als to banbury beschrieben. Das so umgesetzte kryptanalytische Verfahren erhielt folglich den Namen Banburismus.